# Teddys Hochzeitsmorgen
Teddys Hochzeitsmorgen ist eine deutsche Filmkomödie von 1914 innerhalb der Stummfilmreihe Teddy. Hauptdarsteller ist Paul Heidemann.

## Handlung
Der Schneidergeselle bekommt die Tochter des Meisters zur Frau, sofern er mit einer verschnittenen Hose rechtzeitig fertig wird.

## Hintergrund
Der Film hat eine Länge von drei Akten. Die Kosten betrugen 250,00 Mark, das entspricht etwa 1.644 Euro. Produziert wurde der Stummfilm von Literaria Film unter der Nummer 1962. Teddys Hochzeitsmorgen wurde von der Polizei Berlin im Juni 1914 mit einem Jugendverbot belegt (Nr. 14.42). Er wurde ebenfalls von den Lehrern in Hamburg geprüft (Nr. 4790).